# World Series of Golf
De World Series of Golf was een golftoernooi voor mannelijke golfprofessionals van 1962 tot 1998. Daarna werd het toernooi in gewijzigde vorm voortgezet als het WGC - Bridgestone Invitational, een van de toernooien van de World Golf Championships.
In 1962 werd door vier spelers een invitatie-toernooi georganiseerd, dat in 1976 was uitgegroeid tot een van de evenementen van de Amerikaanse PGA Tour met een zeer goed gevulde prijzenpot. De eerste edities werden gespeeld op de Firestone Country Club.
Het toernooi was een tijd lang zo belangrijk dat de winnaar voor tien jaar lid was van de PGA Tour, eenzelfde beloning als toen was weggelegd voor de winnaar van een Major. Deelnemers waren de winnaars van de grote toernooien van de afgelopen twaalf maanden.
| Jaar                     | Winnaar              |
| World Series of Golf     | World Series of Golf |
| ------------------------ | -------------------- |
| 1962                     | Jack Nicklaus        |
| 1963                     | Jack Nicklaus        |
| 1964                     | Tony Lema            |
| 1965                     | Gary Player          |
| 1966                     | Gene Littler         |
| 1967                     | Jack Nicklaus        |
| 1968                     | Gary Player          |
| 1969                     | Orville Moody        |
| 1970                     | Jack Nicklaus        |
| 1971                     | Charles Coody        |
| 1972                     | Gary Player          |
| 1973                     | Tom Weiskopf         |
| 1974                     | Lee Trevino          |
| 1975                     | Tom Watson           |
| 1976                     | Jack Nicklaus        |
| 1977                     | Lanny Wadkins        |
| 1978                     | Gil Morgan           |
| 1979                     | Lon Hinkle           |
| 1980                     | Tom Watson           |
| 1981                     | Bill Rogers          |
| 1982                     | Craig Stadler        |
| 1983                     | Nick Price           |
| NEC World Series of Golf |                      |
| 1984                     | Denis Watson         |
| 1985                     | Roger Maltbie        |
| 1986                     | Dan Pohl             |
| 1987                     | Curtis Strange       |
| 1988                     | Mike Reid            |
| 1989                     | David Frost          |
| 1990                     | José María Olazabal  |
| 1991                     | Tom Purtzer          |
| 1992                     | Craig Stadler        |
| 1993                     | Fulton Allem         |
| 1994                     | José María Olazabal  |
| 1995                     | Greg Norman          |
| 1996                     | Phil Mickelson       |
| 1997                     | Greg Norman          |
| 1998                     | David Duval          |